# Рисовача
Пећина Рисовача налази се на улазу у Аранђеловац из правца Тополе. Представља станиште човека из леденог доба и једно од најпознатијих налазишта палеолита у Европи. Као природан објекат права је реткост не само за науку него и за посетиоце који желе да сазнају нешто о човековој прошлости.
Мештанима је пећина била позната и пре 1937/1938. године када је почео рад каменолома, али су постојала само два узана улаза у подземну просторију. Године 1953. почела су археолошка испитивања и откривени су фосили пећинског медведа, мамута, рунастог носорога, бизона, пећинског лава, леопарда, пећинске хијене, јелена итд. Откопана је пећина у дужини од 187 метара са дворанама од корала разних облика и боја и са предметима и украсима којима се служио прачовек.
Због природне вредности, као и великог археолошког и палеонтолошког значаја, пећина је 1983. проглашена културним добром од великог значаја, а 1995. са околним простором (око 13 хектара) стављена је под заштиту као споменик природе I категорије.

## Карактеристике
Отвор пећине се налази на око 17 метара изнад тока речице Кубршнице, на североисточној страни брда Рисовача (273m). Од отвора се простире дворана дужине 22 метра, прво према западу а затим скреће у правцу југоистока. Претпоставља се да је пећина коју годишње посети око 30 000 људи дуга око 800 метара (све до Врбичке реке).

## Археолошка ископавања
Рисовача је истраживана 1955-1961. под руководством др Бранка Гавеле. Дебљина културног слоја варирала је (3-4метра). Локалитет је мустеријенско налазиште (култура Мустеријен је названа према пећини фр. da Moustier, на обали Везера у Дордоњи).
Пронађени су трагови употребе ватре у пешчаним наносима.
Поред огњишта (ватришта) нађено је и оруђе од окресаног силекса, обрађене кости и фосилни остаци праисторијских животиња. Велику пажњу привлаче они артефакти који својим одликама имају елементе култура средњег и позног палеолита.
Претпоставка је да је пећина била станиште ловаца средњег периода старијег каменог доба. Централно место пећине заузимају фигуре направљене од полиестерске смоле. Фигуре представљају породицу прачовека: Отац ложи ватру док глача оружје, мајка носи дрва, син прави алат од камена а ватри прилази још један син већ спреман за лов.
За даља археолошка испитивања чека се прилив већих материјалних средстава.

## Галерија
- Скулптура испред пећине
- Скулптура испред пећине
- Породица прачовека
- Породица прачовека
- Пећински украси
- Пећински украси
- Пећински украси
- Пећински украси
- макета пећинског лава